# Pseudoeurycea orchileucos
Espèce
Synonymes
- Lineatriton orchileucos Brodie, Mendelson & Campbell, 2002

Statut de conservation UICN

 EN B1ab(iii) : En danger
Pseudoeurycea orchileucos est une espèce d'urodèles de la famille des Plethodontidae.

## Répartition
Cette espèce est endémique de l'État d'Oaxaca au Mexique. Elle se rencontre de 800 à 1 390 m d'altitude dans la Sierra Juárez à Yetla et à Vista Hermosa.

## Étymologie
Son nom d'espèce, du grec ὄρχις, orchis, « testicule », et leukos, « blanc », lui a été donné en référence à l'absence de pigmentation des organes reproductifs des mâles.

## Publication originale
- Brodie, Mendelson & Campbell, 2002 : Taxonomic revision of the Mexican plethodontid salamanders of the genus Lineatriton, with the description of two new species. Herpetologica, vol. 58, no 2, p. 194-202 (texte intégral).